# 16358 Plesetsk
16358 Plesetsk eller 1976 YN7 är en asteroid i huvudbältet som upptäcktes den 20 december 1976 av den rysk-sovjetiske astronomen Nikolaj Tjernych vid Krims astrofysiska observatorium på Krim. Den har fått sitt namn efter den då sovjetiska kosmodromen Plesetsk.
Asteroiden har en diameter på ungefär 7 kilometer och den tillhör asteroidgruppen Eunomia.